# Leupsermühle
Leupsermühle (oberfränkisch: Laisa-ml)  ist ein Gemeindeteil der Stadt Pegnitz im Landkreis Bayreuth (Oberfranken, Bayern).

## Geographie
Leupsermühle liegt in der Gemarkung Leups. Es ist eine Einöde, die mit Leups im Süden eine geschlossene Siedlung bildet. Sie liegt in Tallage an der Fichtenohe. Eine Gemeindeverbindungsstraße führt nach Leups zur Kreisstraße BT 23 (0,2 km westlich) bzw. nach Lindenhardt zur Staatsstraße 2184 (1,6 km nördlich).

## Geschichte
Im Jahr 1402 wurde der Ort als „Obernlewbs“ erstmals schriftlich erwähnt, seit 1711 ist auch die Form „Leubser Mühl“ bezeugt. Das Bestimmungswort des Ortsnamens ist der slawische Personenname Lubiš. In der Fraisch unterstand Leupsermühle dem brandenburg-bayreuthischen Verwalteramt Lindenhardt, das Teil des Oberamtes Pegnitz war. Von 1791/92 bis 1810 waren das preußische Justiz- und Kammeramt Pegnitz die übergeordneten Institutionen. Danach kam die gesamte Region an das Königreich Bayern.
Hier wurde vom 14. bis zum 17. Jhd. ein Eisenhammer genannt.
Mit dem Gemeindeedikt (frühes 19. Jahrhundert) wurde Leupsermühle dem Steuerdistrikt Leups und der Ruralgemeinde Leups zugewiesen. Durch die Gebietsreform in Bayern ist Leupsermühle seit dem 1. Juli 1978 in die Stadt Pegnitz eingegliedert.